# Malo Hudo
Malo Hudo este o localitate din comuna Ivančna Gorica, Slovenia, cu o populație de 141 de locuitori.